# Ionivejem
Ionivejem (Russisch: Ионивеем) of Joönajvejem (Ёонайвеем) is een ongeveer 150 kilometer lange rivier in het oosten van de Russische autonome okroeg Tsjoekotka.
De rivier ontspringt in het zuidoosten van het Hoogland van Tsjoekotka en doorstroomt het Tsjoektsjenschiereiland ruwweg in noordelijke richting, waarbij ze aan westzijde het Laagland van Oeljoevejem passeert, om uiteindelijk vanuit het zuiden uit te stromen in de Ionykynmangkybaai (Joönajkynmangkybaai; goeba), waar ook de Oeljoevejem in uitstroomt vanuit het zuidwesten. De Ionykynmangkybaai loopt in het noorden over in de Ionivejemkoejymgolf (Joönajvejemkoejymgolf; zaliv), die aan westzijde uitmondt in de Koeëtkoejymgolf, die weer aan noordzijde uitmondt in de Koljoetsjinbaai, die aan noordzijde in open verbinding staat met de Tsjoektsjenzee.
De belangrijkste zijrivieren en -beken zijn de Kajytynrelvaam aan linkerzijde (westen) en de Anonajvaam aan rechterzijde (oost). Aan rechterzijde bevindt zich bij de middenloop het Ionimeer (Joönajmeer), dat via het natuurlijke kanaal Ionipilgyn (Joönajpilgyn) verbonden is met de rivier. Ten noordwesten van dit meer en ten oosten van de Ionivejem bevindt zich de berg Ioni (Joönaj; 682 meter). Ten zuiden van de Ionipilgyn ligt een overslagpunt (perevalotsjnaja baza) van de poolvoskolchoz (pelzen) van Lorino.